# Komturzy gniewscy
Jest to chronologiczna lista komturów zakonu krzyżackiego sprawujących władzę w regionie Gniewu od powstania komturstwa do roku 1330:
Komturzy gniewscy:
- Dytryk von Spier 1283
- Arnold Kropf 1284
- Fryderyk von Esbeck 1297–1299
- Henryk von Eisenberg 1302–1306
- Zygfryd 1309–1311
- Gunter von Schwarzburg Młodszy 1325–1330